# 吉井村 (新潟県刈羽郡)
吉井村（よしいむら）は、かつて新潟県刈羽郡にあった村。

## 沿革
- 1889年（明治22年）4月1日 - 町村制施行に伴い刈羽郡吉井村、矢田村が合併し、吉井村が発足。
- 1901年（明治34年）11月1日 - 刈羽郡油田村、曽地村、東城村（一部）と合併し、中通村となり消滅。